# Liste des noms de famille sud-coréens par prévalence
Cette liste de noms de famille sud-coréens par prévalence classe les noms de famille coréens par population et comprend des caractères Hanja homophones. Les données sont données par le gouvernement de la Corée du Sud et ne comportent que les noms de famille utilisés par plus de cinq personnes (le gouvernement de la Corée du Nord ne publie pas ces données). Ceci est une version simplifiée des statistiques. Le rapport complet est disponible sur le lien ci-dessous.

## Liste
| Rang | Hangeul   | Hanja                              | Revisée   | McCune–Reischauer | Orthographes populaires | Population sud-coréenne en 2015 (sur un total d'environ 49,7 millions) | Pourcentage |
| ---- | --------- | ---------------------------------- | --------- | ----------------- | ----------------------- | ---------------------------------------------------------------------- | ----------- |
| 1    | 김        | 金                                 | Gim       | Kim               | Kim, Gim                | 10 689 967                                                             | 21,51 %     |
| 2    | 이 (S)    | 李, 伊, 異, 利, 怡, 㛅             | I (S)     | Yi (S)            | Lee, Yi, Rhee           | 7 307 477                                                              | 14,7 %      |
| 2    | 리 (N, S) | 李                                 | Ri (S)    | Ri (N)            | Lee, Yi, Rhee           | 7 307 477                                                              | 14,7 %      |
| 3    | 박        | 朴, 博                             | Bak       | Pak               | Park, Pak, Bak          | 4 192 080                                                              | 8,43 %      |
| 4    | 정        | 鄭, 丁, 程, 政, 桯, 定, 正, 情     | Jeong     | Chŏng             | Jung, Jeong, Chung      | 2 407 601                                                              | 4,84 %      |
| 5    | 최        | 崔, 催, 寉, 最                     | Choe      | Ch'oe             | Choi, Choe, Chae, Chwe  | 2 340 582                                                              | 4,71 %      |
| 6    | 조        | 趙, 曺, 調, 造, 赵, 刁, 朝         | Jo        | Cho               | Cho, Jo                 | 1 453 971                                                              | 2,93 %      |
| 7    | 강        | 姜, 康, 剛, 强                     | Gang      | Kang              | Kang, Gang              | 1 269 251                                                              | 2,55 %      |
| 8    | 윤        | 尹, 允, 潤                         | Yun       | Yun               | Yoon, Yun, Youn         | 1 020 564                                                              | 2,05 %      |
| 9    | 임 (S)    | 林, 任, 壬, 恁                     | Im (S)    | Im (S)            | Im, Lim, Rim            | 1 015 200                                                              | 2,04 %      |
| 9    | 림 (N, S) | 林                                 | Rim (S)   | Rim (N)           | Im, Lim, Rim            | 1 015 200                                                              | 2,04 %      |
| 10   | 장        | 張, 蔣, 章                         | Jang      | Chang             | Jang, Chang             | 992 721                                                                | 2 %         |
| 11   | 신        | 申, 辛, 愼                         | Sin       | Sin               | Shin, Sin               | 985 823                                                                | 1,98 %      |
| 12   | 유 (S)    | 柳, 劉, 兪, 庾                     | Yu (S)    | Yu (S)            | Yoo, Yu, You, Ryu       | 963 296                                                                | 1,94 %      |
| 12   | 류 (N, S) | 柳, 劉                             | Ryu (S)   | Ryu (N)           | Yoo, Yu, You, Ryu       | 963 296                                                                | 1,94 %      |
| 13   | 한        | 韓, 漢, 汗, 恨                     | Han       | Han               | Han, Hahn               | 773 537                                                                | 1,56 %      |
| 14   | 오        | 吳, 伍, 吾, 五, 晤                 | O         | O                 | Oh                      | 763 334                                                                | 1,54 %      |
| 15   | 서        | 徐, 俆, 西, 書, 緖,                | Seo       | Sŏ                | Seo, Suh                | 752 233                                                                | 1,51 %      |
| 16   | 전        | 全, 田, 錢                         | Jeon      | Chŏn              | Jeon, Jun, Chun, Chon   | 749 257                                                                | 1,51 %      |
| 17   | 권        | 權, 勸, 㩲, 券,                    | Gwon      | Kwŏn              | Kwon, Gwon, Kweon       | 706 212                                                                | 1,42 %      |
| 18   | 황        | 黃, 皇, 潢, 荒, 晃, 煌, 簧         | Hwang     | Hwang             | Hwang, Whang            | 697 475                                                                | 1,4 %       |
| 19   | 안        | 安, 顔, 案                         | An        | An                | Ahn, An                 | 685 688                                                                | 1,38 %      |
| 20   | 송        | 宋, 松, 送                         | Song      | Song              | Song                    | 683 511                                                                | 1,38 %      |
| 21   | 홍        | 洪, 烘, 䜤, 弘, 㤨, 哄, 紅         | Hong      | Hong              | Hong                    | 558 994                                                                | 1,12 %      |
| 22   | 양 (S)    | 梁, 楊, 粱, 揚, 陽, 洋, 杨, 樑, 樣 | Yang (S)  | Yang (S)          | Yang, Ryang             | 530 554                                                                | 1,07 %      |
| 22   | 량 (N)    | 梁                                 | Ryang (S) | Ryang (N)         | Yang, Ryang             | 530 554                                                                | 1,07 %      |
| 23   | 고        | 高, 顧                             | Go        | Ko                | Ko, Go, Koh, Goh        | 471 898                                                                | 0,95 %      |
| 24   | 문        | 文, 門                             | Mun       | Mun               | Moon, Mun               | 464 047                                                                | 0,93 %      |
| 25   | 손        | 孫, 遜, 損, 蓀                     | Son       | Son               | Son, Sohn, Shon         | 457 356                                                                | 0,92 %      |
| 26   | 배        | 裵, 輩, 培, 背, 配                 | Bae       | Pae               | Bae, Pae                | 400 669                                                                | 0,81 %      |
| 27   | 백        | 白, 百, 伯, 柏                     | Baek      | Paek              | Baek, Paek, Baik, Paik  | 382 447                                                                | 0,77 %      |
| 28   | 허        | 許                                 | Heo       | Hŏ                | Heo, Hur, Huh, Her      | 326 770                                                                | 0,66 %      |
| 29   | 노 (S)    | 盧, 魯, 路, 虜, 卢, 努             | No (S)    | No (S)            | Noh, No, Roh            | 315 439                                                                | 0,63 %      |
| 29   | 로 (N, S) | 路, 魯, 盧                         | Ro (S)    | Ro (N)            | Noh, No, Roh            | 315 439                                                                | 0,63 %      |
| 30   | 남        | 南                                 | Nam       | Nam               | Nam                     | 275 648                                                                | 0,55 %      |
| 31   | 심        | 沈                                 | Sim       | Sim               | Shim, Sim               | 271 749                                                                | 0,55 %      |
| 32   | 하        | 河, 夏                             | Ha        | Ha                | Ha, Hah, Har            | 232 956                                                                | 0,47 %      |
| 33   | 주        | 朱, 周                             | Ju        | Chu               | Joo, Ju, Chu, Choo      | 232 006                                                                | 0,47 %      |
| 34   | 구        | 具, 丘, 邱                         | Gu        | Ku                | Koo, Goo, Gu, Ku        | 208 446                                                                | 0,42 %      |
| 35   | 성        | 成                                 | Seong     | Sŏng              | Sung, Seong             | 199 124                                                                | 0,4 %       |
| 36   | 차        | 車                                 | Cha       | Ch'a              | Cha                     | 194 782                                                                | 0,39 %      |
| 37   | 우        | 禹                                 | U         | U                 | Woo, U                  | 194 713                                                                | 0,39 %      |
| 38   | 진        | 陳, 秦, 晋                         | Jin       | Chin              | Jin, Chin               | 184 466                                                                | 0,37 %      |
| 39   | 민        | 閔                                 | Min       | Min               | Min                     | 171 740                                                                | 0,35 %      |
| 40   | 나 (S)    | 羅                                 | Na (S)    | Na (S)            | Na, Ra, Nah             | 160 946                                                                | 0,32 %      |
| 40   | 라 (N, S) | 羅                                 | Ra (S)    | Ra (N)            | Na, Ra, Nah             | 160 946                                                                | 0,32 %      |
| 41   | 지        | 池, 智                             | Ji        | Chi               | Ji, Jee, Chi            | 159 561                                                                | 0,32 %      |
| 42   | 엄        | 嚴                                 | Eom       | Ŏm                | Eom, Um, Eum, Uhm       | 144 425                                                                | 0,29 %      |
| 43   | 변        | 卞, 邊                             | Byeon     | Pyŏn              | Byun, Byeon, Byon, Pyun | 138 789                                                                | 0,28 %      |
| 44   | 채        | 蔡                                 | Chae      | Ch'ae             | Chae, Chai, Che         | 131 557                                                                | 0,26 %      |
| 45   | 원        | 元                                 | Won       | Wŏn               | Won, Weon               | 129 552                                                                | 0,26 %      |
| 46   | 방        | 方, 房, 龐                         | Bang      | Pang              | Bang, Pang              | 129 244                                                                | 0,26 %      |
| 47   | 천        | 千                                 | Cheon     | Ch'ŏn             | Cheon, Chun, Chon       | 121 780                                                                | 0,25 %      |